# Samuel Palmer
Samuel Palmer (Londres, 27 de Janeiro de 1805 - Redhill, 24 de Maio de 1881) foi um pintor paisagístico inglês, que também utilizava técnicas de Água-forte e impressão. Ele também foi um escritor prolífico. Palmer foi uma figura chave no romantismo britânico e produziu pinturas visionárias pastorais.

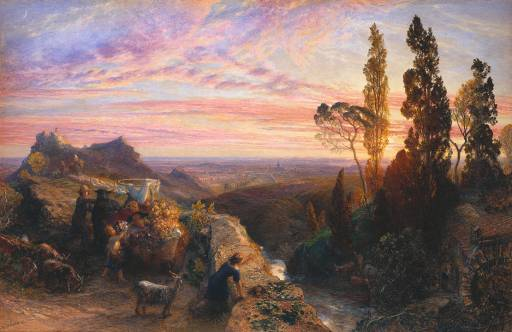
Um sonho nos Apeninos (c. 1864)

## Escritos
- An address to the Electors of West Kent: Pamphlet 1832
- The 1861 Lives Balance Sheet: Epitaph on death of his son Thomas More Palmer
- On going to Shoreham, Kent to design from Ruth: A prayer, 1826
- With pipe and rural chaunt along: A poem, Samuel Palmer's Sketchbook 1824, British Museum Facsimile Published by William Blake Trust in 1862

## Ligações Externas

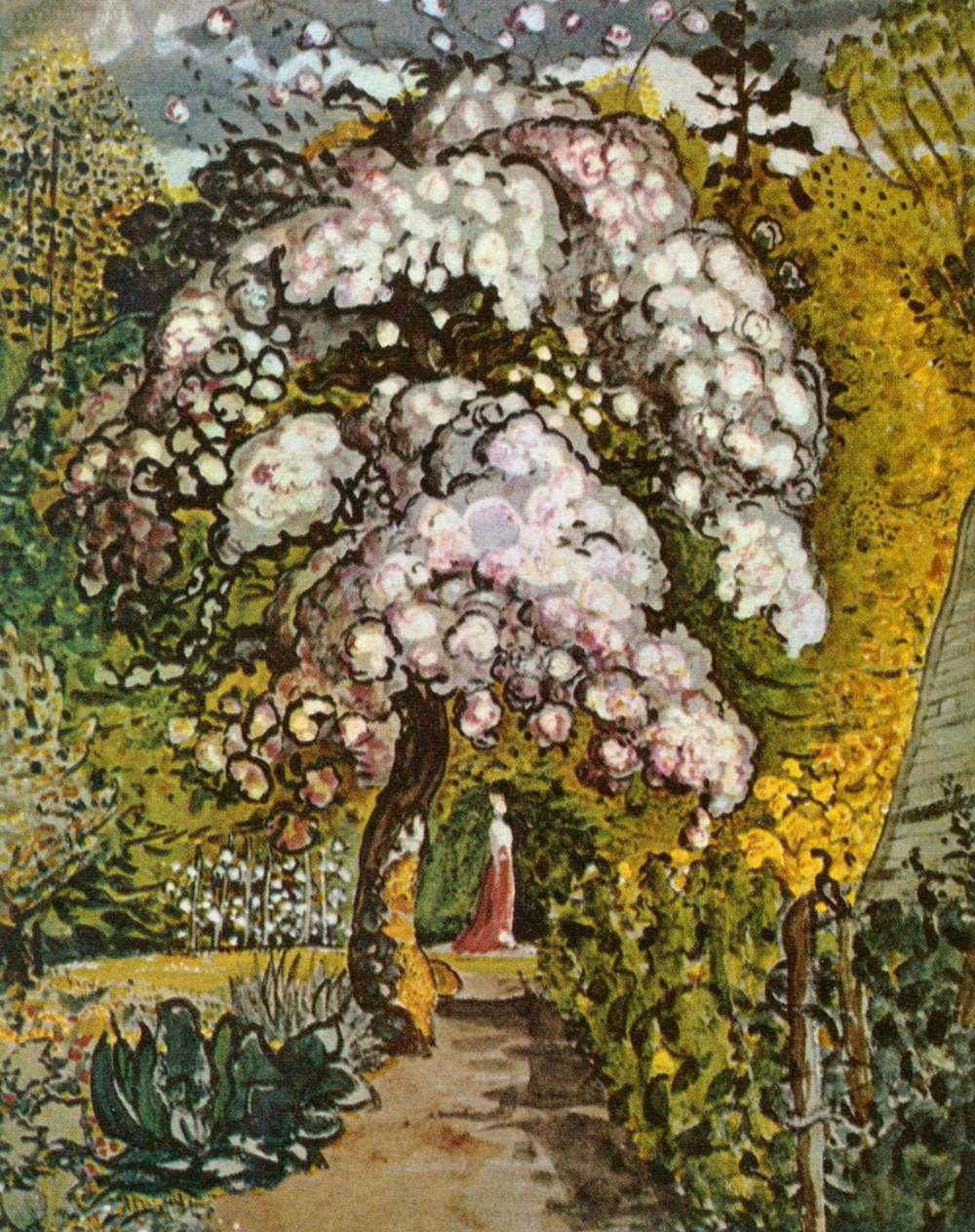
Em um jardim de Shoreham (década de 1820 ou início de 1830)

- Página do British Museum sobre Samuel Palmer.